# Terminator (filmski lik)
Ovo je članak o liku koga tumači Arnold Švarceneger u filmovima Terminator, Terminator 2: Sudnji dan, Terminator 3: Pobuna mašina, Terminator: Postanje i Terminator: Mračna sudbina
Terminator (engl. The Terminator) je izmišljeni lik koga glumi Arnold Švarceneger (Arnold Schwarzenegger) — kiborg okarakterisan kao programirani ubica i vojna jedinica za infiltraciju. Lik Terminatora se prvi put pojavio u istoimenom filmu iz 1984. godine, režisera i scenariste Džejmsa Kamerona (James Cameron), a kasnije u njegovim nastavcima. U prvom filmu iz serijala, pojavljuje se samo jedan kiborg — onaj koga igra Švarceneger. U oba nastavka Švarcenegerov terminator sukobljava se sa drugim terminatorima.
U nastavcima, Terminator 2: Sudnji dan, Terminator 3: Pobuna mašina, Terminator: Postanje i Terminator: Mračna sudbina Švarceneger reprizira ulogu, ali uz obrt: Švarceneger igra drugog, ali vizuelno identičnog kiborga. U Terminator univerzumu koji je stvorio Kameron, terminatori istog modela imaju identične karakteristike. Ovo je omogućilo Švarcenegeru da ponovi svoju ulogu u sva tri filma. U kontekstu priče, ovakav zaplet omogućio je izvestan kontinuitet za ljudske likove, pokazujući njihovu emocionalnu vezanost za njegov izgled. Švarceneger tumači Terminatora i u kratkom filmu Džejmsa Kamerona T2 3-D: Boj kroz vreme koji je bio napravljen kao proba trodimenzionalne tehnike stereoskopije između dva nastavka. U trećem, kritički nepopularnom nastavku, Terminator: Spasenje, Švarceneger se pojavljuje u ulozi jedne od replika Terminatora na kratko.
Terminator je ime Švarcenegerovog lika na odjavnoj špici sva tri filma. U zavisnosti od situacije, liku su date preciznije karakteristike poput modela i serijskog broja, kako bi se Švarcenegerov lik jasno razdvojio od ostalih terminatora. Međutim, to je urađeno uz par nedoslednosti. Ne postoji kanon prisutan u sva tri filma koji objašnjava šta različiti brojevi pripisani liku zaista predstavljaju.
Terminator je jedini lik koji se na listi 100 godina AFI-ja... 100 heroja i negativaca pojavljuje i među negativcima (#22) i među herojima (#48).

## Nomenklatura lika
Na završnoj špici sva tri filma o Terminatoru Švarcenegerov lik je potpisan samo kao Terminator (The Terminator). Kasniji filmovi nazivaju ostale terminatore po brojevima njihovih modela (T-1000, T-X, itd.). U Terminatoru 2, Švarcenegerov lik karakteriše sebe kao "Cyberdyne Systems, Model 101", a u Terminatoru 3 kao "T-101".
Međutim, drugi izvori su kontradiktorni sa ovim opisom. U Terminatoru 2 Extreme Edition DVD, on je okarakterisan kao serija 800 i T-800. Bonus dodatak na DVD-u trećeg filma opisuje ga kao "seriju 850, Model 101", "T-850" i "T-101".
U komentarima za drugi deo filma, Kameron tvrdi da svi modeli 101 izgledaju kao Švarceneger, a Model 102 kao neko drugi, što ostavlja špekulacije da se 101 odnosi na fizički izgled, dok 800 predstavlja endoskelet uobičajen za različite modele. Scena izbrisana iz bioskopske verzije, ali ubačena u specijalno DVD izdanje, navodi na ovaj zaključak. U ovoj sceni, Džon i Sara isključuju Terminatora po njegovim instrukcijama. Kada ga restartuju, na njegovom unutrašnjem displeju se pojavljuje tekst "Series 800 Model 101 Version 2.4".

## Karakteristike
U izmišljenom Terminator univerzumu, Terminator je opasni robot ubica i vojnik, dizajniran od strane vojnog superkompjutera Skajnet (Skynet) za infiltraciju i borbene zadatke, radi ostvarenja krajnjeg cilja — istrebljenja ljudskog pokreta otpora. Može tečno da govori, kopira tuđe glasove, čita ljudski rukopis pa čak i da se znoji, ispušta miris i krvari. Kako bi detektovali terminatore, koji se inače ne razlikuju od ljudi, pokret otpora koristi pse koji ih upozoravaju na njihovo prisustvo.

### Konstitucija
Kao što je prikazano u filmovima, u stanju je da izdrži vatru iz malokalibarskog oružja iz XX veka, proleti kroz zid i ostane čitav i preživi eksploziju određenog stepena, mada neprestana paljba može da ga obori i privremeno onesposobi. U drugom nastavku, Terminator kaže da može da traje 120 godina sa postojećom energetskom ćelijom. U završnici filma, njegov izvor energije je oštećen, ali je u mogućnosti da iskoristi alternativni izvor, što je na DVD-u objašnjeno da njegov kuler preuzima termalnu energiju iz toplog okruženja. U trećem filmu, Terminator funkcioniše pomoću dve hidrogenske ćelije, od kojih jednu odbacuje usled oštećenja. Ona ubrzo nakon toga eksplodira sa dovoljno snage da stvori atomsku pečurku.
Endoskelet pokreće mreža isprepletanih kablova, hidrauličnih cilindara i servomehanizama, koji Terminatora čine veoma snažnim. Na primer, u trećem delu, Švarcenegerov lik je bio u stanju da u jednoj ruci drži ručni top, a u drugoj kovčeg u kome su se nalazili Džon Konor i gomila oružja.
U prvom filmu, vatra potpuno uništava Terminatorove organske elemente. Ono što ostaje je sama mašina, po rečima Džejmsa Kamerona "hromirani skelet". U kasnijim filmovima, vidimo armije terminatora koji su samo endoskeleti. Oni su vizuelno identični onom iz prvog filma, i povremeno se pojavljuju u scenama "budućeg rata" u drugom i trećem filmu.

### Procesor
Njegov procesor čini veštačka neuronska mreža sa sposobnošću učenja. U Terminatoru 2, Terminator objašnjava da što više stupa u kontakt sa ljudima, više uči. U specijalnom izdanju filma, kaže da im Skajnet isključuje opciju za učenje kada idu sami na zadatke, kako bi ih sprečio da "previše razmišljaju". Sara i Džon mu uključuju opciju za učenje, nakon čega postaje znatiželjniji i pokušava da shvati i oponaša ljudsko ponašanje. To naposletku dovodi do njegove upotrebe uzrečice Hasta la vista, baby. Rečenica izgovorena na kraju filma nagoveštava da terminatori imaju potencijal da razumeju emocije: "Sada znam zašto plačete. Ali to je nešto što ja nikada neću moći." U završnoj naraciji Sara konstatuje kako Terminator "shvata vrednost ljudskog života".

### Fizički prototip
Izbačena scena iz trećeg dela otkriva da je izgled Modela 101 zasnovan na izgledu general-pukovnika Vilijama Kendija (William Candy), ali da njegov južnjački akcenat zamenjen zlobnijim glasom jednog od pronalazača. Ovo eksplicitno govori da su terminatore stvorili ljudi još pre Sudnjeg dana. Ovo je kontradiktorno sa prvim filmom, gde Kajl Ris (Kyle Reese) govori o Modelu 101 kao "novom", koji je zamenio staru seriju 600. Ipak, s obzirom da je izbačena, ova scena se ne smatra za kanon.
Potpuno drugačije objašnjenje o poreklu fizičkog izgleda i glasa za Model 101 navodi se u romanu T2: Infiltrator (štampanog pre trećeg filma). Po njemu, izgled Terminatora nastao je po uzoru na bivšeg antiteroristu Ditera Rozbaha (Dieter Rossbach). Razlog za ovo bio je taj što je Skajnet pretraživao stara vojna dokumenta tražeći nekoga čije bi telo moglo uspešno da sakrije Terminatorov masivni endoskelet.

## Uloga u serijalu
Model 101 Terminator, koga glumi Arnold Švarceneger je glavni negativac u originalnom filmu Terminator. Identični Model 101, preprogramiran je u budućnosti od strane pokreta otpora i jedan je od glavnih protagonista u filmu Terminator 2: Sudnji dan. Sličnog Terminatora Švarceneger glumi i u sledećem filmu — Terminator 3: Pobuna mašina. Na kraju svakog od ovih filmova, lik Terminatora koga glumi Švarceneger biva uništen.
Prvobitni Terminator je poslat da uništi Saru Konor, 1984. godine, kako bi se time sprečilo rođenje njenog sina, Džona, budućeg vođe ljudskog pokreta otpora. Sara ga je na kraju filma uništila hidrauličnom presom. Međutim, Cyberdyne je pronašao jednu njegovu ruku i oštećen procesor. Ovi ostaci poslužili su da Cyberdyne drastično ubrza nivo tehnološkog istraživanja, što je ironično vodilo ka stvaranju Skajneta. Na kraju drugog filma, oba nova terminatora i preostali delovi prvog terminatora uništeni su u kazanu topljenog čelika. U trećem filmu, Terminator biva uništen kada preostalu naponsku ćeliju ubaci u Terminatriksa, što rezultuje masivnom detonacijom, koja ih oboje uništava.

## Spoljašnje veze
- www.goingfaster.com Архивирано на веб-сајту  (11. септембар 2007) — sajt posvećen izmišljenom Terminator univerzumu koji je stvorio Džejms Kameron
- www.terminatorfiles.com — sajt sa dosta informacija o Terminatoru